# Павлов, Юрий Константинович
Юрий Константинович Павлов (13 августа 1928 года — 21 сентября 1942 года) — пионер-разведчик в составе разведывательной группы на Воронежском фронте.

## Биография
Юрий Павлов родился 13 августа 1928 года в городе Воронеж Центрально-Чернозёмной области РСФСР (ныне Воронежская область России) в рабочей семье. В 1941 году завод, на котором работали его родители, и их семья были эвакуированы в город Куйбышев (ныне Самара). В мае 1942 года Юра тайком от родителей вместе с другими ребятами уехал на фронт. В июле 1942 года они прибыли в населённый пункт под Воронежем. Подполковник Василий Васильевич Юров из ребят сформировал разведывательную группу, после небольшой подготовки с 7 июля 1942 года группа начала совершать рейды в оккупированный Воронеж.
После первой разведки Юрий сообщил, что немцы восстановили на углу улиц Коммунаров и Сакко и Ванцетти пекарню, которую на следующий день разбомбил легкий бомбардировщик «У-2».
11 августа 1942 года Юра пошел в разведку вместе с Костей Феоктистовым. Задание было, помимо сбора разведданных, достать специальный пропуск, позволяющий работать в немецких учреждениях. На улице Коммунаров ребята встретили женщину, которая отдала им свой пропуск. Но когда они перебегали улицу, их заметил немецкий патруль. Юра успел скрыться, а Костю задержали, стреляли в него, однако он выжил. Пролежал целый день, притворившись мертвым, а после того как стемнело, перебрался через реку к своим.
Юрий Павлов ещё не раз ходил в разведку. 21 сентября 1942 года во время очередного задания он погиб от взрыва фугасной бомбы, когда немецкая авиация совершала налёт на советские позиции. Родители Юры узнали о его судьбе лишь спустя 23 года.
6 мая 1965 года указом Президиума Верховного Совета СССР Юрий Константинович Павлов посмертно награждён орденом Отечественной войны II степени. 7 июня 1965 года Усманский переулок в городе Самара, где жили родители Юры Павлова, был переименован в переулок Юрия Павлова. Поэт Валентин Столяров написал поэму «Мальчишки уходят в разведку», посвятив её юным героям Юре Павлову и Косте Феоктистову.